# БМВ X1
„БМВ X1“ (BMW X1) е модел автомобили с повишена проходимост (сегмент J) на германската компания „БМВ“, произвеждани в три последователни поколения от 2009 година насам.
Въведен е като по-компактен вариант на модела „БМВ X3“. Първото поколение е разработено на базата на комби варианта на „БМВ Серия 3“, а второто – на многофукнционалния модел „БМВ Серия 2“.
BMW X1 се предлага в две модификации – X1 sDrive28i и X1 xDrive28i, като и двете се задвижват от 2,0-литров 4-цилиндров двигател с турбокомпресор, който генерира 228 к.с. и 258 фунт-фута въртящ момент. Двигателят е съчетан с 8-степенна автоматична трансмисия, която изпраща мощността към предните колела при X1 sDrive28i и към всичките четири колела при X1 xDrive28i. И двете нива на оборудване могат да ускорят от 0 до 100 км/ч за шест секунди. Комбинираният разход на гориво на sDrive28i по оценка на EPA е 26 mpg, а на xDrive28i – 25 mpg.
Характеристиките за безопасност на BMW X1 включват стандартна камера за задно виждане и чистачки с датчици за дъжд. Опционалните подобрения за безопасност включват сензори за паркиране, адаптивен круиз контрол с функция за спиране и потегляне, смекчаване на въздействието на спирачките, предупреждение за сблъсък отпред с разпознаване на пешеходци, предупреждение за напускане на лентата, head-up дисплей, информация за пътните знаци и автоматични дълги светлини.
| БМВ X1 E84             |                                                       |
|                        |                                                       |
| Произвеждан            | 2009 – 2015                                           |
| Сглобяван в            | Лайпциг Шънян Ченай Джакарта Калининград Районг Кулим |
| Задвижване             |                                                       |
| Двигател               | 2,0 – 3,0 l бензин 2,0 l дизел                        |
| Мощност                | 85 – 225 kW 116 – 306 к.с.                            |
| Въртящ момент          | 200 – 450 N.m                                         |
| Задвижване             | Задно / 4x4                                           |
| Скоростна кутия        | 6 степени ръчна 6/8 степени автоматична               |
| Разход на гориво       | 7,1 – 9,6 l/100 km бензин 4,5 – 6,3 l/100 km дизел    |
| Други характеристики   |                                                       |
| Купе                   | Комби 5 врати                                         |
| Максимална скорост     | 190 – 250 km/h                                        |
| Ускорение 0-100 km/h   | 11,5 – 5,6 s                                          |
| Междуосие              | 2760 mm                                               |
| Дължина                | 4454 mm                                               |
| Ширина                 | 1798 mm                                               |
| Височина               | 1545 mm                                               |
| Тегло                  | 1505 – 1685 kg                                        |
| БМВ X1 E84 в Общомедия |                                                       |

| БМВ X1 F48             |                                                                               |
|                        |                                                                               |
| Произвеждан            | 2015 – 2022                                                                   |
| Сглобяван в            | Регенсбург Шънян Ченай Мадинат ас-Садис мин Уктубар Джакарта Кулим Борн       |
| Подобни                | „БМВ X2“                                                                      |
| Задвижване             |                                                                               |
| Двигател               | 1,5 – 2,0 l бензин 1,5 – 2,0 l дизел 1,5 l бензин хибрид                      |
| Мощност                | 85 – 170 kW 116 – 231 к.с.                                                    |
| Въртящ момент          | 220 – 450 N.m                                                                 |
| Задвижване             | Предно / 4x4                                                                  |
| Скоростна кутия        | 6 степени ръчна 6/7/8 степени автоматична                                     |
| Разход на гориво       | 5,1 – 6,6 l/100 km бензин 3,9 – 5,2 l/100 km дизел 1,8 l/100 km бензин хибрид |
| Други характеристики   |                                                                               |
| Купе                   | Комби 5 врати                                                                 |
| Максимална скорост     | 120 – 235 km/h                                                                |
| Ускорение 0-100 km/h   | 11,1 – 6,5 s                                                                  |
| Междуосие              | 2670 mm                                                                       |
| Дължина                | 4439 mm                                                                       |
| Ширина                 | 1821 mm                                                                       |
| Височина               | 1612 mm                                                                       |
| Тегло                  | 1505 – 1650 kg                                                                |
| БМВ X1 F48 в Общомедия |                                                                               |

| БМВ X1 U11             | |
|                        | |
| Произвеждан            | 2022 – |
| Сглобяван в            | Регенсбург |
| Задвижване             | |
| Двигател               | 1,5 – 2,0 l бензин 2,0 l дизел 1,5 l бензин хибрид електромотор                                                          |
| Мощност                | 90 – 240 kW 122 – 326 к.с.                                                                                               |
| Въртящ момент          | 230 – 494 N.m |
| Задвижване             | Предно / 4x4 |
| Скоростна кутия        | 7 степени автоматична |
| Разход на гориво       | 5,9 – 8,4 l/100 km бензин 4,8 – 5,5 l/100 km дизел 0,8 – 1,1 l/100 km бензин хибрид 16,4 – 19,0 kW.h/100 km елетричество |
| Други характеристики   | |
| Купе                   | Комби 5 врати |
| Максимална скорост     | 180 – 240 km/h |
| Ускорение 0-100 km/h   | 10,5 – 5,6 s |
| Междуосие              | 2692 mm |
| Дължина                | 4500 mm |
| Ширина                 | 1845 mm |
| Височина               | 1616 – 1642 mm |
| Тегло                  | 1575 – 2085 kg |
| БМВ X1 U11 в Общомедия | |